# Courtney Eaton
Courtney Eaton, född 6 januari 1996, är en australisk skådespelare.
Hon har bland annat medverkat i filmerna Line of Duty från 2019, Mad Max: Fury Road från 2015 och Gods of Egypt från 2016. Hon spelar även huvudrollen i Brittany Snows film Parachute från 2023.

## Filmografi (i urval)
- 2015: Mad Max: Fury Road
- 2016: Gods of Egypt
- 2017: Newness
- 2021-: Yellowjackets
- 2023: Parachute